# Wehre
Die Wehre, im Oberlauf auch Wohra genannt, ist ein 36,4 km langer, südlicher und orographisch linker Zufluss der Werra im Nordosten von Nordhessen (Deutschland).

## Name
Der Fluss wurde im Jahr 1300 als Were erstmals urkundlich erwähnt. Die Herkunft des Namens steht wohl in Zusammenhang mit dem urindogermanischen Wort *h2ṷer- mit der Bedeutung „feucht sein“.

## Verlauf
Die Wehre entsteht im Rommeroder Hügelland rund 2 km ostsüdöstlich des Hirschbergs (643,4 m) am Nordfuß des Exbergs (505,5 m). Hier entfließt sie nordöstlich des Dorfs Rommerode, eines südlichen Stadtteils von Großalmerode, dem 438,5 m ü. NHN hoch gelegenen Exbergsee.

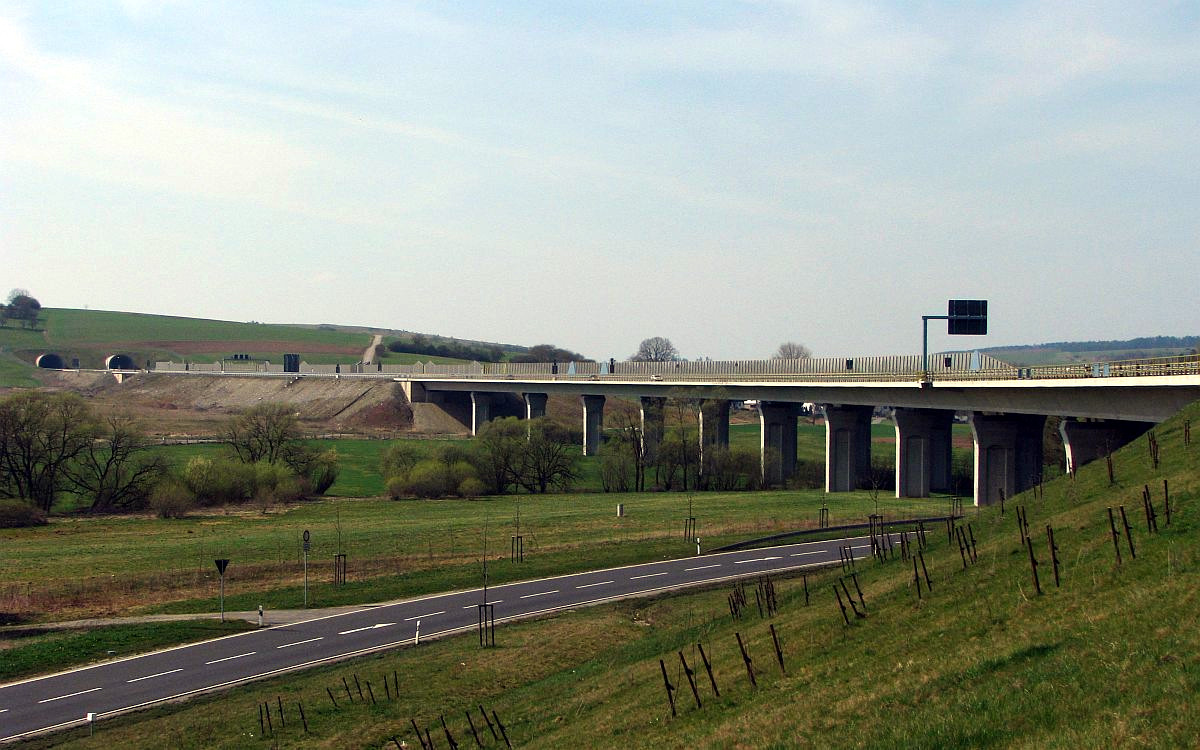
Die Wehretalbrücke der BAB 44 bei Walburg von Süden; im Vordergrund die Bundesstraße 7

Anfangs zieht sie als Wohra in Richtung Süden nach Walburg, einem östlichen Stadtteil von Hessisch Lichtenau, das westlich des Hohen Meißners (753,6 m) liegt. Nach Durchfließen des Dorfs verläuft der nun Wehre genannte Bach nach Südosten und wird dabei südwestlich des Bergmassivs von der 530 m langen Wehretalbrücke der Bundesautobahn 44 überspannt und von der Bundesstraße 7 mal links, mal rechts begleitet. Danach fließt die Wehre – im Flussabschnitt zwischen Küchen (Ortsteil von Hessisch Lichtenau), Hasselbach und Harmuthsachsen (beides Ortsteile von Waldkappel) – entlang der B 7 durch den Südostteil des Geo-Naturparks Frau-Holle-Land. Anschließend verläuft sie durch den Waldkappeler Kernort, dann ostwärts entlang des Abschnittes Waldkappel–Wehretal der Kanonenbahn und durch den Waldkappeler Ortsteil Bischhausen.
Bei Oetmannshausen, einem Gemeindeteil von Wehretal, mündet in sie von Süden die Sontra, ihr mit Abstand bedeutendster Nebenfluss; hier knickt die Wehre nach Norden ab, nunmehr mit der Bahnstrecke Bebra–Göttingen und der Bundesstraße 27 neben sich. Danach passiert sie das Dorf Reichensachsen am östlichen sowie die Eschweger Ortsteile Niddawitzhausen und Eltmannshausen am westlichen Ufer. Nachdem die Alte Wehre nach rechts abgegangen ist, läuft sie wie diese durch den Eschweger Stadtteil Niederhone.
Nach dem nördlichen Ortsende unterquert sie noch die Bundesstraße 249 und mündet dann bald auf rund 155 m Höhe in den Weser-Quellfluss Werra; ihrer Mündung nördlich gegenüber liegt Jestädt, ein westlicher Gemeindeteil von Meinhard.

## Einzugsgebiet, Zuflüsse und Seen
Zu den Zuflüssen und  Seen der Wehre, deren Einzugsgebiet 451,703 km² groß ist, gehören flussabwärts aufgeführt mit orographischer Zuordnung (l = linksseitig, r = rechtsseitig), Gewässerlänge, Mündungsort mit Wehreflusskilometer und Einzugsgebiet, wo dort bekannt nach /, sonst (mit „ca.“) abgemessen:
- Entfließt dem Großen Exbergsee oder Epteroder See, etwas unter 10 ha.
- Durchfließt den Kleinen Exbergsee oder Rommeroder See, etwas über 3 ha.
- Stedtebach (r; 3,0 km), in Walburg (nahe km 31), 4,766 km²
- Velmede (l; 4,1 km), unterhalb Walburg (nahe km 30,25), 6,131 km²
- Hollsteine (r; 3,6 km), zwischen Walburg und Küchen (bei km 27,75), 5,748 km²
- Weißbach (r; ca. 2,2 km), an der Weißmühle
- Steinbach (l; 7,5 km), in Küchen (nahe km 26), 11,426 km²
- Hasselbach (l, ca. 3,7 km), gegenüber Hasselbach
- Bach Im Hohl (r; 4,5 km), zwischen Hasselbach und Harmuthsachsen (nahe km 23,05), 7,451 km²
- Schemmerbach (r; 10,9 km), in Waldkappel (nahe km 18,6), 42,751 km²
- Rodebach (l; 6 km), zwischen Waldkappel und Bischhausen (nahe km 17,25), 10,4 km²
- Dasbach (l; 2,1 km), oberhalb Bischhausen (nahe km 14,25)
- Hosbach (r; 10,8 km), in Bischhausen (nahe km 13,1), 20,516 km²
- Sontra (r; 21,3 km), bei Oetmannshausen (nahe km 9,55), 229,993 km²
- Leimbach (r; 3,6 km), in Reichensachsen (nahe km 6,9), 10,787 km²
- Vierbach (l; 12,4 km), in Reichensachsen (nahe km 6,75), 21,22 km²
- Geidelbach (r; 3,5 km), unterhalb Reichensachsen (nahe km 5,85), 5,314 km²
- Schweinsbach (l; 6,3 km), in Eltmannshausen (nahe km 3), 12,275 km²